# Маркович, Мина
Мина Маркович (род. 23 ноября 1987, Марибор) — словенская скалолазка. Выступает на соревнованиях Кубка мира и чемпионатов в трудности и боулдеринге.

## Биография
Маркович начала заниматься скалолазанием в 9 лет, а на международных соревнованиях выступать с 2001 года. Она принимала участие в соревнованиях молодёжного Кубка Европы, а также в молодёжном Чемпионате Мира в Имсте, где она стала 5-й в трудности и 22-й в скорости. В 2003 году она прекратила выступать в скорости, хотя продолжила выступления в трудности.
В 2004—2006 годах выступала во взрослом Кубке Мира и стала 5-й на этапе в Кране. Кроме этого, продолжала выступать в юношеском Кубке и стала первой по итогам 2005 г.
По состоянию на 2009 год участвовала в Кубке мира и чемпионатах в дисциплинах: трудность, скорость и боулдеринг. В сентябре на Rock Master она стала второй, уступив Ангеле Айтер.
В 2011 году решила принимать участие в большинстве этапов Кубка Мира по боулдерингу и трудности. В боулдеринге она окончила сезон на 5-м месте, несмотря на победу на последнем этапе в Мюнхене. В трудности она достигла наибольшего успеха: стала третьей в Пурсе, второй в Бриасоне и Боулдере, и первой в Шамони, Синини, Чанчжи, Аммане и Барселоне. Это позволило ей выиграть Кубок Мира 2011 в трудности у Ким Джа Ин и Майи Видмар.
В 2012 году во второй раз выиграла Кубок Мира в трудности (три победы и четыре вторых места)) и стала четвёртой в зачете Кубка Мира по боулдерингу.
Выиграла общий Кубок Мира в 2011, 2012 и 2013 гг.

## Награды
- 2013 Salewa Rock Award[9]